# Маяпан
Маяпан (среща се и като Майяпан; Màayapáan, Mayapán, Mayapan) е археологическа находка, представляваща развалини на древен град на маите на полуостров Юкатан в Мексико. В превод името означава знаме на маите. Едно от най-главните събития в историята на този град е победата над Чичен Ица в началото на XIII век под ръководството на тогавашния владетел Маяпан Хунак Кел. През XII – XV век, ако се съди по хрониките на испанските завоеватели, Маяпан е крупен икономически, политически и религиозен център на държава, която завзема почти целия полуостров. В града са живели около 12 000 души. През 1441 г. в града избухва въстание начело с Ах Шупан от знатния род Шиу. Въстанието е жестоко потушено, много сгради разрушени, а населението избито.